# Assemblage à queue-d'aronde

Détail de coin d'une construction en bois massif empilé, assemblage à queue-d'aronde, Colstrip, comté de Rosebud, États-Unis.

Un assemblage à queue-d'aronde est un assemblage de menuiserie basé sur le principe de la queue-d'aronde. Il s'oppose à l'assemblage à queue droite par la forme typique délardée des tenons et mortaises. Cet article décrit l'assemblage d'angle à queue-d'aronde, l'assemblage à queue-d'aronde désigne aussi un type d'assemblage en bout. On utilise aussi le principe de la queue-d'aronde dans des assemblages à plat-joint à clé, via des clés à queue-d'aronde.
Vitruve décrit un tenon en forme de hache désigné sous le nom de cardo securiculatus (Vitruve, X, 10, 3).

## Emplacement
L'aronde est disposée sur le bout des planches ou sur leur rive (ou chant) :
- un « assemblage à queue-d'aronde recouverte assemblage à queue perdue[1] » (en anglais : blind dovetail[2]) sert à assembler les socles, fûts et corniches de piédestaux, et autres menuiseries semblables dont on veut, dans les joints verticaux, cacher le bois de bout, c'est-à-dire le bout des planches[3]. Dans l’« assemblage à queue-d'aronde percée » ou « assemblage à queue percée[1] » (half blind dovetail[4]), le bout d'une seule planche est masqué ;
- un « assemblage à queue-d'aronde sur chant » ou « assemblage à rainure à queue-d'aronde » (en anglais dovetail dado joint, dovetail housing joint, dovetail housed joint, slot dovetail joint, sliding dovetail joint) est un assemblage formé d'une entaille en bois de travers dont un côté a une pente en queue-d'aronde dans laquelle vient s'emboîter l'extrémité d'une autre pièce, taillée elle aussi à la façon d'une queue-d'aronde[5].

Assemblage à queue-d'aronde (dovetail).
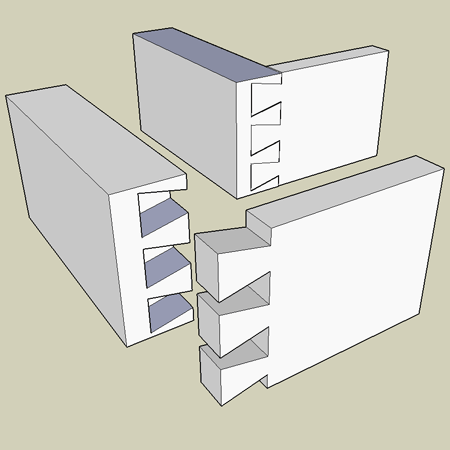
Queue-d'aronde percée (half blind dovetail).
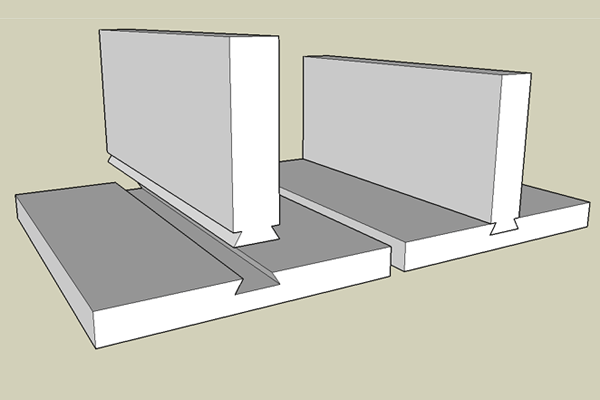
Assemblage à queue-d'aronde sur chant, liaison glissière (sliding dovetail).

Les constructions en bois massif empilé sont, dans différentes cultures, liées à angle droit par des assemblages à queue-d'aronde.

Construction en bois massif empilé, grange de la ferme Trump-Lilly, détail angle nord-ouest, Hinton, comté de Summers, États-Unis.
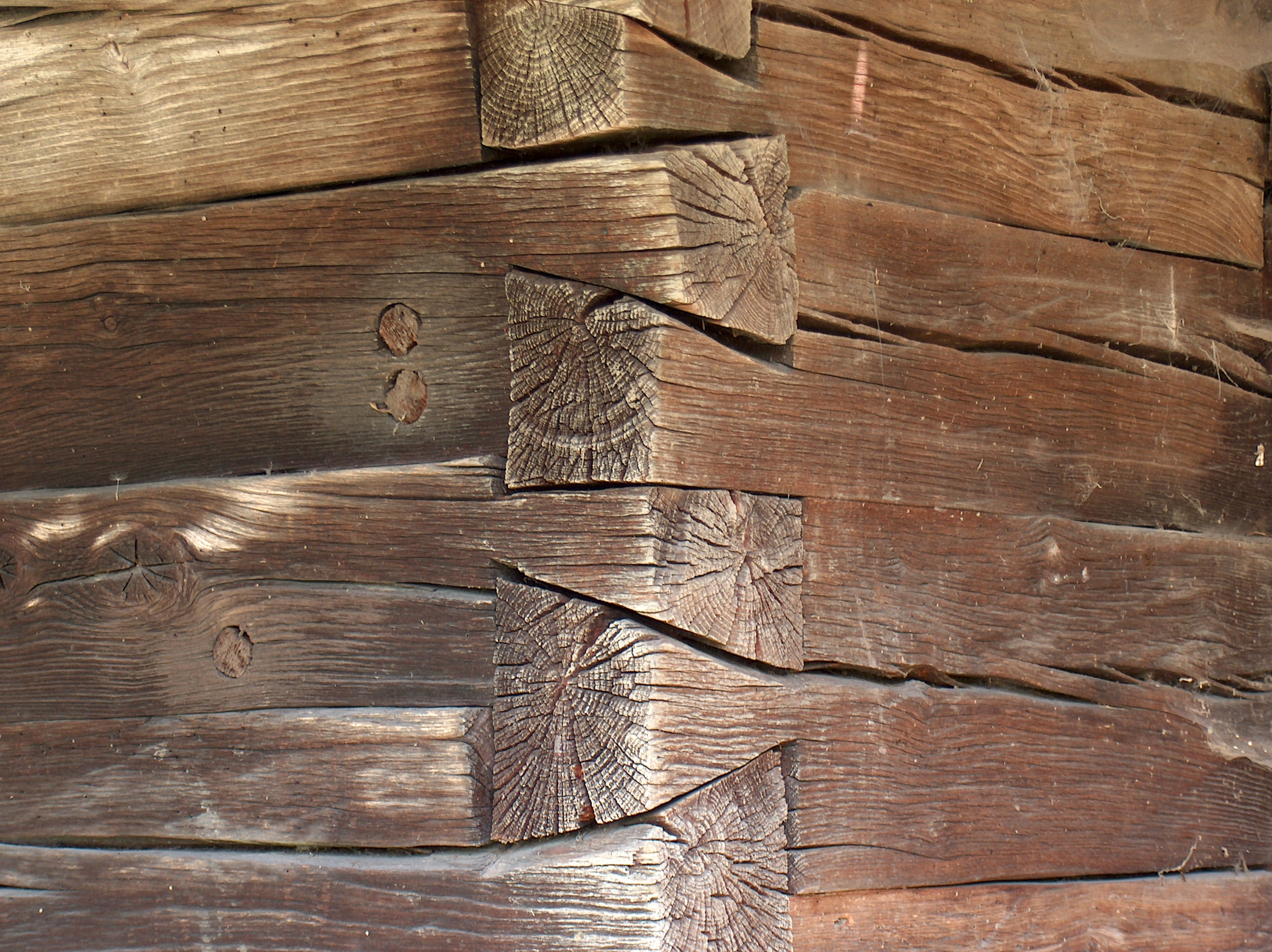
Église en bois de Gersa, commune de Rebrișoara, județ de Bistrița-Năsăud, Roumanie.
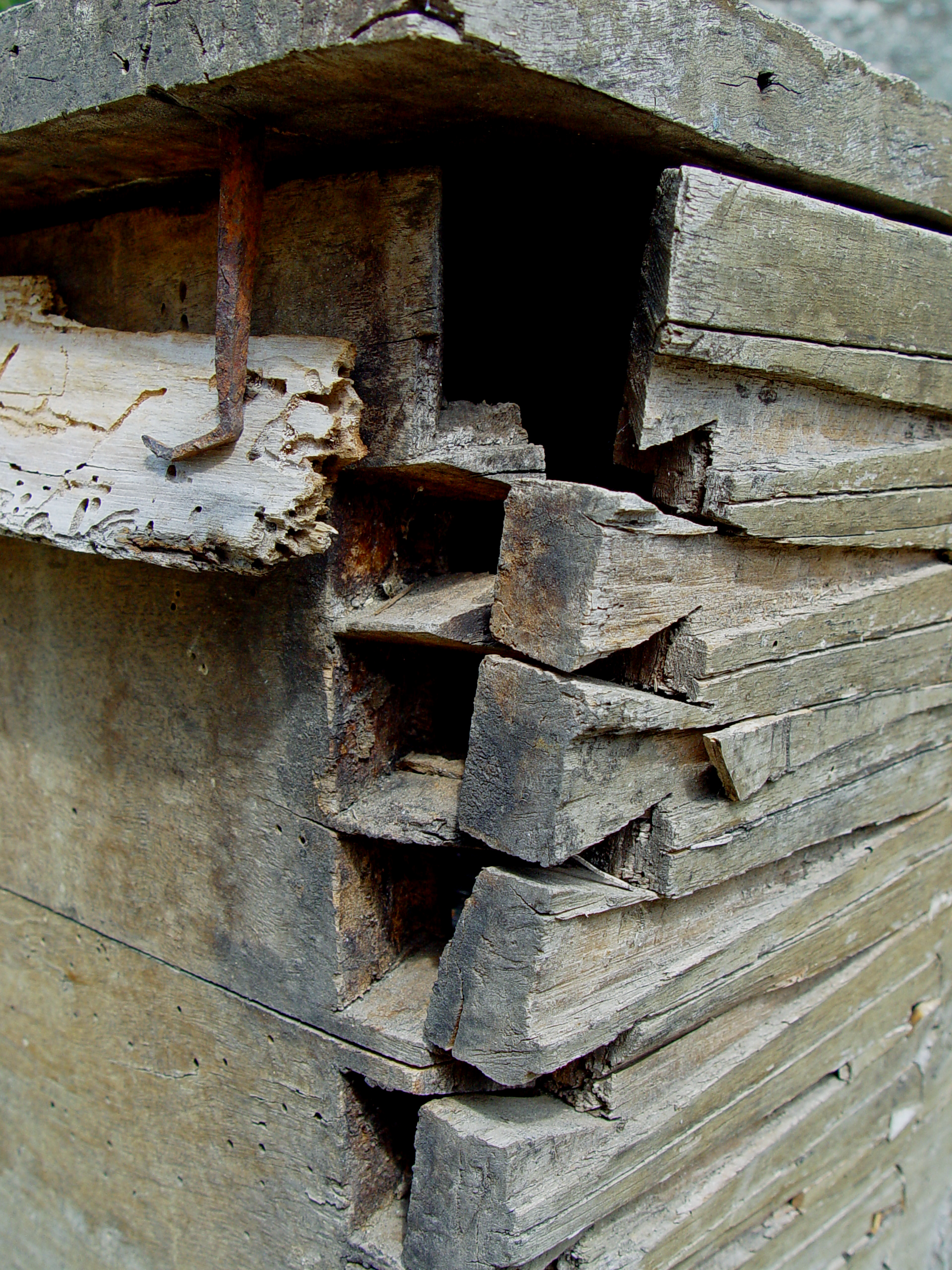
Assemblage à queue-d'aronde en décomposition au monastère Agios Nikolaos, Météores, Grèce.

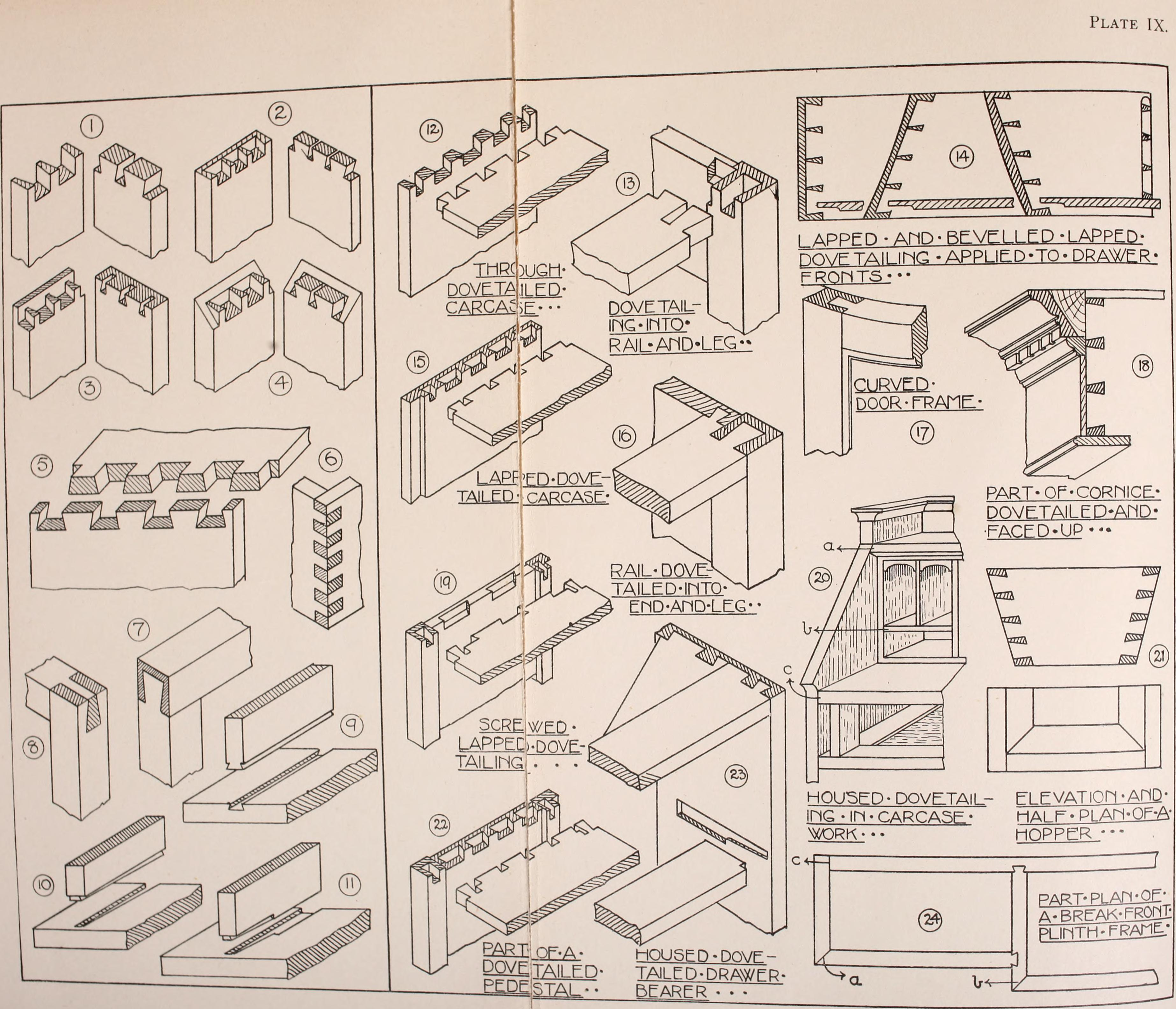
Différents modes d'assemblage à queue-d'aronde en menuiserie.